# Persicula bandera
Persicula bandera is een slakkensoort uit de familie van de Cystiscidae. De wetenschappelijke naam van de soort is voor het eerst geldig gepubliceerd in 1965 door Coan & Roth.